# بابية الشيحي
بابية الشيحي ولدت في 3 فبراير 1952 في تونس العاصمة، هي سياسية تونسية.

## السيرة الذاتية

### الدراسات
بابية الشيحي متحصلة على ليسانس في القانون، ولكنها أيضا متحصلة على شهائد من المدرسة الوطنية للإدارة بتونس والمدرسة الوطنية للجمارك بباريس ومعهد الدفاع الوطني بتونس.

### المسار المهني
اشتغلت بابية الشيحي في الإدارة العامة للديوانة التونسية، ولكن أيضا لدى وزارات المالية والصناعة والطاقة والمناجم. أصبحت بعدها الرئيسة المديرة العامة للشركة الوطنية لتوزيع البترول.
اشتغلت كذلك لدى عدة لجان وطنية وهي:
- اللجنة الوطنية للتفاوض للانضمام إلى الاتفاقية العامة للتعرفة الجمركية والتجارة ومنظمة التجارة العالمية.
- اللجنة الوطنية للتفاوض مع الاتحاد الأوروبي.
- اللجنة الوطنية للتفاوض حول اتفاقية التجارة الحرة بين تونس ورابطة التجارة الحرة الأوروبية.

### المسار السياسي
بابية هي عضوة في حزب التجمع الدستوري الديمقراطي. عينت في 14 يناير 2010 في منصب وزيرة شؤون المرأة والأسرة والطفولة والمسنين في حكومة محمد الغنوشي الأولى. وبقيت في منصبها حتى 17 يناير 2011، أيام بعد الثورة التونسية.

## الأوسمة
- الصنف الثالث من وسام الجمهورية (تونس).[1]
- الصنف الرابع من وسام 7 نوفمبر 1987 (تونس).[1]

## الحياة الخاصة
بابية الشيحي متزوجة وأم لإبنين.